# Bản Qua
Bản Qua là một xã thuộc huyện Bát Xát, tỉnh Lào Cai, Việt Nam.

## Địa lý
Xã Bản Qua nằm ở phía đông nam huyện Bát Xát, cách thành phố Lào Cai 10 km về phía tây bắc, có vị trí địa lý:
- Phía đông giáp thị trấn Bát Xát
- Phía tây giáp các xã Bản Vược, Mường Vi và Pa Cheo
- Phía nam giáp xã Phìn Ngan và xã Quang Kim
- Phía bắc giáp Trung Quốc.

Xã Bản Qua có diện tích 41,64 km², dân số năm 2019 là 3.956 người, mật độ dân số đạt 95 người/km².
Đây là một xã vùng thấp của huyện, địa hình thấp dần từ tây sang đông. Độ cao trung bình là 1.500 m.
Sông Hồng là đoạn biên giới quốc gia tự nhiên giữa xã Bản Qua với Trung Quốc. Bên kia biên giới là trấn Hà Khẩu (河口镇) thuộc huyện Hà Khẩu, châu tự trị Hồng Hà, tỉnh Vân Nam, Trung Quốc.

## Hành chính
Xã Bản Qua được chia thành 11 thôn.

## Lịch sử
Ngày 28 tháng 5 năm 1981, sáp nhập toàn bộ diện tích và dân số của xã Tả Ngảo (trừ thôn Tả Trang sáp nhập vào xã Quang Kim) vào xã Bản Qua.
Ngày 28 tháng 5 năm 1994, thành lập thị trấn Bát Xát trên cơ sở toàn bộ 149 ha diện tích tự nhiên với 2.495 người thuộc 4 thôn: Lá Nuộc, Đông Phón, Đông Thái, Bản Lợi của xã Bản Qua.
Đến năm 2019, xã Bản Qua có diện tích 53,54 km², dân số là 5.879 người, mật độ dân số đạt 110 người/km².
Ngày 11 tháng 2 năm 2020, Ủy ban Thường vụ Quốc hội ban hành Nghị quyết số 896/NQ-UBTVQH14 về việc sắp xếp các đơn vị hành chính cấp huyện, cấp xã thuộc tỉnh Lào Cai (nghị quyết có hiệu lực từ ngày 1 tháng 3 năm 2020). Theo đó, điều chỉnh 11,90 km² diện tích tự nhiên và 1.923 người thuộc 5 thôn: Bản Trung, Châu Giàng, Bản Náng, Làng Mới của xã Bản Qua vào thị trấn Bát Xát.
Sau khi điều chỉnh, xã Bản Qua có diện tích 41,64 km², dân số là 3.956 người.